# ГЕС Юґамі
ГЕС Юґамі (яп. 湯上発電所, Юґамі хацуденшьо, Гепберн: Yugami hatsudensho) — гідроелектростанція в Японії на острові Хонсю. Знаходячись між ГЕС-ГАЕС Нагано (вище по течії) та ГЕС Нішікадохара III (49,5 МВт), входить до складу каскаду на річці Кудзурю, яка у міст Авара впадає до Японського моря. При цьому можливо відзначити, що між греблею та машинним залом станції Юґамі відбувається забір води для ГЕС Нішікадохара I (10,9 МВт).
Станція використовує бетонну аркову греблю Ваші висотою 44 метра та довжиною 277 метрів, котра потребувала 113 тис. м3 матеріалу. Вона утримує водосховище з площею поверхні 0,62 км2 і об'ємом 9,7 млн м3 (корисний об'єм 6,1 млн м3), в якому припустиме коливання рівня у операційному режимі між позначками 450 та 461 метр НРМ. Окрім роботи на ГЕС Юґамі, сховище Ваші виконує роль нижнього резервуару для зазначеної вище ГАЕС Нагано.
Зі сховища ресурс подається до дериваційного тунелю довжиною 5,5 км з діаметром 4,9 метра, який переходить у напірний водовід довжиною 0,23 км зі спадаючим діаметром від 4,9 до 3,3 метра. Вони доправляють воду до напівзаглибленого круглого машинного залу висотою 40 метрів та діаметром 20 метрів, де встановили одну турбіну типу Френсіс потужністю 58,1 МВт (номінальна потужність станції рахується як 54 МВт). Вона використовує напір у 120 метрів та забезпечує виробництво 260 млн кВт-год електроенергії на рік.